# Літні Олімпійські ігри 1996
Літні Олімпійські ігри 1996 або XXVI Літні Олімпійські ігри — міжнародне спортивне змагання, яке проходило під егідою Міжнародного олімпійського комітету у місті Атланта, США, з 19 липня по 4 серпня 1996 року.
Це були перші літні Олімпійські ігри, що проходили в рік, відмінний від зимових Олімпійських ігор. Рішення про чергування літніх і зимових Олімпійських ігор у парні роки ухвалив МОК 1994 року.

## Вибір місця проведення
| Місто     | НОК             | Раунд 1 | Раунд 2 | Раунд 3 | Раунд 4 | Раунд 5 |
| Атланта   | США             | 19      | 20      | 26      | 34      | 51      |
| Афіни     | Греція          | 23      | 23      | 26      | 30      | 35      |
| Торонто   | Канада          | 14      | 17      | 18      | 22      | —       |
| Мельбурн  | Австралія       | 12      | 21      | 16      | —       | —       |
| Манчестер | Велика Британія | 11      | 5       | —       | —       | —       |
| Белград   | [ 2 ]           | 7       | —       | —       | —       | —       |

## Учасники
Усього на іграх були представлені 197 країн. 24 з них дебютували на літніх іграх, серед них — 11 колишніх радянських республік, які стали незалежними державами: Азербайджан, Вірменія, Білорусь, Грузія, Казахстан, Киргизстан, Молдова, Таджикистан, Туркменістан, Україна, Узбекистан. Азербайджан, Таджикистан і Туркменістан вперше брали участь в Олімпійських іграх, інші 8 країн дебютували окремими командами на зимових Олімпійських іграх 1994. Росія брала участь в літніх іграх окремою командою вперше з 1912 року, коли представляла Російську імперію.
Також дебютували Бурунді, Кабо-Верде, Коморські Острови, Домініка, Гвінея-Бісау, Македонія, Науру, Палестина, Сент-Кіттс і Невіс, Сент-Люсія , Сан-Томе і Принсіпі.
Чехія і Словаччина брали участь окремими командами на літніх іграх вперше після розпаду Чехословаччини.
- Австралія  (417)
- Австрія  (72)
- Азербайджан  (23)
- Албанія  (7)
- Алжир  (45)
- Американське Самоа  (7)
- Американські Віргінські Острови  (12)
- Ангола  (28)
- Андорра  (8)
- Антигуа і Барбуда  (13)
- Аргентина  (179)
- Аруба  (3)
- Афганістан  (2)
- Багамські Острови  (26)
- Бангладеш  (4)
- Барбадос  (13)
- Бахрейн  (5)
- Беліз  (5)
- Бельгія  (61)
- Бенін  (5)
- Бермуди  (9)
- Білорусь  (157)
- Болгарія  (110)
- Болівія  (8)
- Боснія і Герцеговина  (9)
- Ботсвана  (7)
- Бразилія  (221)
- Британські Віргінські Острови  (7)
- Бруней  (1)
- Буркіна-Фасо  (5)
- Бурунді  (7)
- Бутан  (2)
- Вануату  (4)
- Велика Британія  (300)
- Венесуела  (39)
- В'єтнам  (6)
- Вірменія  (32)
- Габон  (7)
- Гаїті  (7)
- Гамбія  (9)
- Гана  (35)
- Гаяна  (7)
- Гватемала  (26)
- Гвінея  (5)
- Гвінея-Бісау  (3)
- Гондурас  (7)
- Гонконг  (23)
- Гренада  (5)
- Греція  (121)
- Грузія  (34)
- Гуам  (8)
- Данія  (119)
- Джибуті  (5)
- Домініка  (6)
- Домініканська Республіка  (16)
- Еквадор  (19)
- Екваторіальна Гвінея  (5)
- Естонія  (43)
- Ефіопія  (18)
- Єгипет  (29)
- Ємен  (4)
- Заїр  (14)
- Замбія  (8)
- Західне Самоа  (5)
- Зімбабве  (13)
- Йорданія  (5)
- Ізраїль  (25)
- Індія  (49)
- Індонезія  (40)
- Ірак  (3)
- Іран  (18)
- Ірландія  (78)
- Ісландія  (9)
- Іспанія  (289)
- Італія  (340)
- Кабо-Верде  (3)
- Казахстан  (96)
- Кайманові Острови  (9)
- Камбоджа  (5)
- Камерун  (15)
- Канада  (303)
- Катар  (12)
- Кенія  (52)
- Киргизстан  (33)
- Китай  (294)
- Китайський Тайбей  (74)
- Кіпр  (17)
- Колумбія  (48)
- Коморські Острови  (4)
- Коста-Рика  (11)
- Кот-д'Івуар  (11)
- Куба  (164)
- Кувейт  (25)
- Лаос  (5)
- Латвія  (47)
- Лесото  (9)
- Литва  (61)
- Ліберія  (5)
- Ліван  (1)
- Лівія  (5)
- Ліхтенштейн  (2)
- Люксембург  (6)
- Маврикій  (26)
- Мавританія  (4)
- Мадагаскар  (11)
- Малаві  (2)
- Малайзія  (35)
- Малі  (3)
- Мальдіви  (6)
- Мальта  (7)
- Марокко  (34)
- Мексика  (98)
- Мозамбік  (3)
- Молдова  (40)
- Монако  (3)
- Монголія  (16)
- М'янма  (3)
- Намібія  (8)
- Науру  (3)
- Непал  (6)
- Нігер  (3)
- Нігерія  (65)
- Нідерланди  (239)
- Нідерландські Антильські острови  (6)
- Нікарагуа  (26)
- Німеччина  (465)
- Нова Зеландія  (95)
- Норвегія  (97)
- Об'єднані Арабські Емірати  (4)
- Оман  (4)
- Острови Кука  (3)
- Пакистан  (24)
- Палестина  (1)
- Панама  (7)
- Папуа Нова Гвінея  (11)
- ПАР  (84)
- Парагвай  (7)
- Перу  (29)
- Південна Корея  (303)
- Північна Корея  (24)
- Північна Македонія  (11)
- Польща  (165)
- Португалія  (107)
- Пуерто-Рико  (69)
- Республіка Конго  (5)
- Росія  (390)
- Руанда  (4)
- Румунія  (165)
- Сальвадор  (8)
- Сан-Марино  (7)
- Сан-Томе і Принсіпі  (2)
- Саудівська Аравія  (29)
- Свазіленд  (6)
- Сейшельські Острови  (9)
- Сенегал  (11)
- Сент-Вінсент і Гренадини  (8)
- Сент-Кіттс і Невіс  (10)
- Сент-Люсія  (6)
- Сирія  (7)
- Сінгапур  (14)
- Словаччина  (71)
- Словенія  (37)
- Соломонові Острови  (4)
- Сомалі  (4)
- Судан  (4)
- Суринам  (7)
- США  (646)  (країна-господар)
- Сьєрра-Леоне  (14)
- Таджикистан  (8)
- Таїланд  (37)
- Танзанія  (7)
- Того  (5)
- Тонга  (5)
- Тринідад і Тобаго  (12)
- Туніс  (51)
- Туреччина  (53)
- Туркменістан  (7)
- Уганда  (10)
- Угорщина  (213)
- Узбекистан  (71)
- Україна  (231)
- Уругвай  (14)
- Фіджі  (17)
- Філіппіни  (12)
- Фінляндія  (76)
- Франція  (299)
- Хорватія  (84)
- Центральноафриканська Республіка  (5)
- Чад  (4)
- Чехія  (115)
- Чилі  (21)
- Швейцарія  (115)
- Швеція  (177)
- Шрі-Ланка  (9)
- Югославія  (68)
- Ямайка  (45)
- Японія  (306)

## Цікаво
У липні 1996 р. на честь Літніх Олімпійських ігор 1996 р. в Україні випущено дві марки і поштовий блок.

## Медальний залік
Топ-10 неофіційного національного медального заліку:
| Місце | Країна         | Золото | Срібло | Бронза | Загалом |
| ----- | -------------- | ------ | ------ | ------ | ------- |
| 1     | США            | 44     | 32     | 25     | 101     |
| 2     | Росія          | 26     | 21     | 16     | 63      |
| 3     | Німеччина      | 20     | 18     | 27     | 65      |
| 4     | КНР            | 16     | 22     | 12     | 50      |
| 5     | Франція        | 15     | 7      | 15     | 37      |
| 6     | Італія         | 13     | 10     | 12     | 35      |
| 7     | Австралія      | 9      | 9      | 23     | 41      |
| 8     | Куба           | 9      | 8      | 8      | 25      |
| 9     | Україна        | 9      | 2      | 12     | 23      |
| 10    | Південна Корея | 7      | 15     | 5      | 27      |